# PA md. 86
A PA md. 86 (Puşcă automată model 1986) egy, az AK–74 alapján kialakított román gyártmányú gépkarabély. Egyéb megnevezése: AIMS-74.

## Szerkezet, kialakítás
A PA md. 86 gépkarabély megalkotásakor a román hadvezetés a szovjet AK–74-es gépkarabély kifejlesztését vette figyelembe. Az új fegyvert a kisebb kaliberű 5,45x39 mm-es köztes lőszer kilövésére tették alkalmassá, az elődtípus PM md. 63/65 gépkarabéllyal szemben, mely 7,62x39 mm-es lőszert tüzel. A kisebb lőszer könnyebbé tette a fegyver kezelését, viszont csökkent a lövedék átütő ereje. A fegyver legfontosabb jellemvonásaiban megegyezik az AKM-el, viszont az AKM-el szemben dupla gázelvezetésű, amely nehezebbé teszi a fegyver gáznyílásainak megtisztítását. A PA md. 86-ra az AKM-hez hasonlóan hátsó forgattyúcsapot szereltek fel, mely szükségessé tette a melléksín meghosszabbítását is. A fegyverágy és a markolatok kizárólag fából készülnek.
A fegyver két markolattal rendelkezik: egy alsó, pisztolyfogásos és egy felső markolattal. A felső markolat helyére egy AG-40 gránátvetőt is fel lehet szerelni. A PA md. 86 gépkarabélynál kizárólag bordázott acélból készült, ívelt szekrénytárat használnak.

## Típusváltozatok
- PA md. 86 - standard változat.

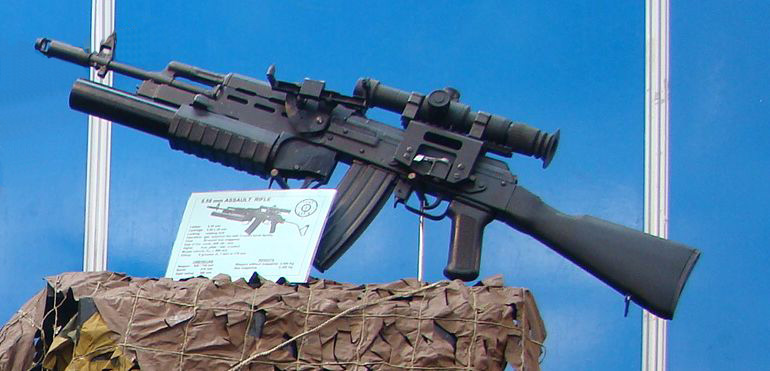
PA md. 2000

- PA md. 1997 - 5,56×45 mm NATO lőszer kilövésére alkalmassá tett változat, főbb jellemvonásaiban megegyezik a standard verzióval.
- PA md. 2000 - modernizált változat, optikai irányzékkal, 5,56x45 mm-es lőszer kilövésére alkalmassá téve.